# Finland op de Olympische Winterspelen 1968
Tijdens de Olympische Winterspelen van 1968, die in Grenoble (Frankrijk) werden gehouden, nam Finland voor de tiende keer deel.

## Medailleoverzicht

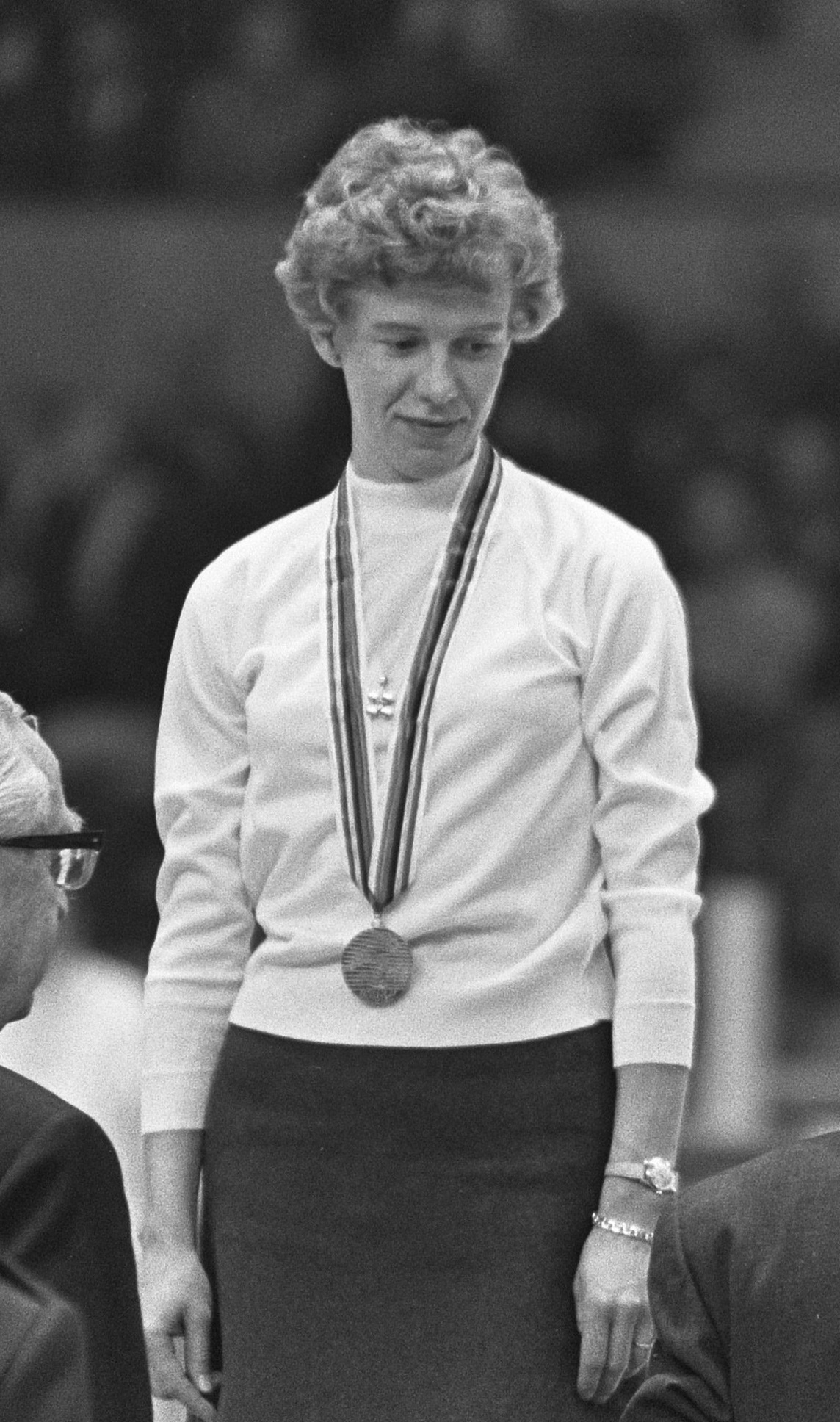
Kaija Mustonen

| Sport      | Olympiër                                                       | Discipline            | Medaille |
| ---------- | -------------------------------------------------------------- | --------------------- | -------- |
| Schaatsen  | Kaija Mustonen                                                 | 1500 m (v)            | Goud     |
| Langlaufen | Eero Mäntyranta                                                | 15 km (m)             | Zilver   |
| Schaatsen  | Kaija Mustonen                                                 | 3000 m (v)            | Zilver   |
| Langlaufen | Eero Mäntyranta                                                | 30 km (m)             | Brons    |
| Langlaufen | Kalevi Oikarainen Hannu Taipale Kalevi Laurila Eero Mäntyranta | 4x10 km estafette (m) | Brons    |

## Deelnemers en resultaten

### Alpineskiën
| Olympiër       | Discipline       | Resultaat | Prestatie                           |
| -------------- | ---------------- | --------- | ----------------------------------- |
| Ulf Ekstam     | afdaling (m)     | 30e       | 2.06,14 (+6,29)                     |
| Ulf Ekstam     | reuzenslalom (m) | 36e       | 3.45,75 (+16,47)                    |
| Ulf Ekstam     | slalom (m)       | 18e       | 1.44,92 (+5,19)                     |
| Raimo Manninen | afdaling (m)     | dq        | diskwalificatie                     |
| Raimo Manninen | reuzenslalom (m) | 30e       | 3.42,03 (+12,75)                    |
| Raimo Manninen | slalom (m)       | dnq       | niet geplaatst voor finalewedstrijd |

### Biatlon
| Olympiër                                                    | Discipline             | Resultaat | Prestatie                                                                           |
| ----------------------------------------------------------- | ---------------------- | --------- | ----------------------------------------------------------------------------------- |
| Arve Kinnari                                                | 20 km (m)              | 5e        | 1:19.47,9 (+6.02,0) pen.: 2 (0 / 0 / 1 / 1)                                         |
| Kalevi Vähäkylä                                             | 20 km (m)              | 9e        | 1:20.56,5 (+7.10,6) pen.: 3                                                         |
| Yrjö Salpakari                                              | 20 km (m)              | 25e       | 1:27.11,6 (+13.25,7) pen.: 7                                                        |
| Mauno Luukkonen                                             | 20 km (m)              | 31e       | 1:28.15,8 (+14.29,9) pen.: 9                                                        |
| Juhani Suutarinen Heikki Flöjt Kalevi Vähäkylä Arve Kinnari | 4x7,5 km estafette (m) | 5e        | 2:20.41,8 (+7.39,4) pen.: 5 (3 / 1 / 0 / 1) (38.05,0 / 35.57,3 / 32.52,3 / 33.47,2) |

### Langlaufen
| Olympiër                                                       | Discipline            | Resultaat | Prestatie                                                   |
| -------------------------------------------------------------- | --------------------- | --------- | ----------------------------------------------------------- |
| Kalevi Laurila                                                 | 15 km (m)             | 4e        | 48.37,6 (+43,4)                                             |
| Kalevi Laurila                                                 | 30 km (m)             | 6e        | 1:37.29,8 (+1.50,6)                                         |
| Kalevi Laurila                                                 | 50 km (m)             | 11e       | 2:31.24,9 (+2.39,1)                                         |
| Eero Mäntyranta                                                | 15 km (m)             | Zilver    | 47.56,1 (+1,9)                                              |
| Eero Mäntyranta                                                | 30 km (m)             | Brons     | 1:36.55,3 (+1.16,1)                                         |
| Eero Mäntyranta                                                | 50 km (m)             | 15e       | 2:32.53,8 (+4.08,0)                                         |
| Kalevi Oikarainen                                              | 15 km (m)             | 10e       | 49.11,1 (+1.16,9)                                           |
| Kalevi Oikarainen                                              | 30 km (m)             | 7e        | 1:37.34,4 (+1.55,2)                                         |
| Pauli Siitonen                                                 | 50 km (m)             | 19e       | 2:34.31,2 (+5.45,4)                                         |
| Hannu Taipale                                                  | 15 km (m)             | dnf       | opgave                                                      |
| Hannu Taipale                                                  | 50 km (m)             | 14e       | 2:32.37,7 (+3.51,9)                                         |
| Arto Tiainen                                                   | 30 km (m)             | 16e       | 1:38.51,1 (+3.11,9)                                         |
| Kalevi Oikarainen Hannu Taipale Kalevi Laurila Eero Mäntyranta | 4x10 km estafette (m) | Brons     | 2:10.56,7 (+2.23,2) (33.00,7 / 33.16,0 / 32.16,3 / 32.23,7) |
|                                                                |                       |           |                                                             |
| Marjatta Kajosmaa                                              | 5 km (v)              | 5e        | 16.54,6 (+9,4)                                              |
| Marjatta Kajosmaa                                              | 10 km (v)             | 5e        | 38.09,0 (+1.22,5)                                           |
| Marjatta Olkkonen                                              | 5 km (v)              | 11e       | 17.12,4 (+27,2)                                             |
| Senja Pusula                                                   | 5 km (v)              | 8e        | 17.00,3 (+15,1)                                             |
| Senja Pusula                                                   | 10 km (v)             | 12e       | 39.12,5 (+2.26,0)                                           |
| Liisa Suihkonen                                                | 10 km (v)             | 18e       | 39.55,3 (+3.08,8)                                           |
| Helena Kivioja                                                 | 5 km (v)              | 22e       | 17.46,2 (+1.01,0)                                           |
| Helena Kivioja                                                 | 10 km (v)             | dnf       | opgave                                                      |
| Senja Pusula Marjatta Olkkonen Marjatta Kajosmaa               | 3x5 km estafette (v)  | 4e        | 58.45,1 (+1.15,1) (19.32,4 / 19.51,6 / 19.21,1)             |

### Noordse combinatie
| Olympiër       | Discipline | Resultaat | Prestatie                                     |
| -------------- | ---------- | --------- | --------------------------------------------- |
| Ilpo Nuolikivi | mannen     | 30e       | 364,28 punten schans: 178,1 p 15 km: 186,18 p |
| Esa Klinga     | mannen     | 33e       | 356,74 punten schans: 166,7 p 15 km: 190,04 p |
| Raimo Majuri   | mannen     | 36e       | 338,28 punten schans: 161,8 p 15 km: 176,48 p |

### Schaatsen
| Olympiër                 | Discipline   | Resultaat | Prestatie         |
| ------------------------ | ------------ | --------- | ----------------- |
| Seppo Hänninen           | 500 m (m)    | 8e        | 40,8 (+0,5)       |
| Raimo Hietala            | 1500 m (m)   | 24e       | 2.11,7 (+8,3)     |
| Raimo Hietala            | 5000 m (m)   | 17e       | 7.54,0 (+31,6)    |
| Raimo Hietala            | 10.000 m (m) | 20e       | 16.45,9 (+1.22,3) |
| Olavi Hjellman           | 500 m (m)    | 40e       | 43,1 (+2,8)       |
| Olavi Hjellman           | 1500 m (m)   | 21e       | 2.10,1 (+6,7)     |
| Kimmo Koskinen           | 500 m (m)    | 23e       | 41,7 (+1,4)       |
| Kimmo Koskinen           | 1500 m (m)   | 18e       | 2.07,9 (+4,5)     |
| Kimmo Koskinen           | 5000 m (m)   | 9e        | 7.35,9 (+13,5)    |
| Kimmo Koskinen           | 10.000 m (m) | 14e       | 16.15,7 (+52,1)   |
| Jouko Launonen           | 500 m (m)    | 33e       | 42,6 (+2,3)       |
| Jouko Launonen           | 1500 m (m)   | 14e       | 2.07,5 (+4,1)     |
| Jouko Launonen           | 5000 m (m)   | 15e       | 7.46,5 (+24,1)    |
| Jouko Launonen           | 10.000 m (m) | 12e       | 16.02,1 (+38,5)   |
|                          |              |           |                   |
| Arja Kantola             | 500 m (v)    | 12e       | 47,4 (+1,3)       |
| Arja Kantola             | 1000 m (v)   | 22e       | 1.37,9 (+5,3)     |
| Arja Kantola             | 1500 m (v)   | 22e       | 2.33,2 (+10,8)    |
| Arja Kantola             | 3000 m (v)   | 24e       | 5.30,7 (+34,5)    |
| Kaija-Liisa Keskivitikka | 500 m (v)    | 18e       | 48,1 (+2,0)       |
| Kaija-Liisa Keskivitikka | 1000 m (v)   | 8e        | 1.34,8 (+2,2)     |
| Kaija-Liisa Keskivitikka | 1500 m (v)   | 6e        | 2.25,8 (+3,4)     |
| Kaija-Liisa Keskivitikka | 3000 m (v)   | 4e        | 5.03,9 (+7,7)     |
| Kaija Mustonen           | 500 m (v)    | 6e        | 46,7 (+0,6)       |
| Kaija Mustonen           | 1000 m (v)   | 4e        | 1.33,6 (+1,0)     |
| Kaija Mustonen           | 1500 m (v)   | Goud      | 2.22,4            |
| Kaija Mustonen           | 3000 m (v)   | Zilver    | 5.01,0 (+4,8)     |

### Schansspringen
| Olympiër            | Discipline         | Resultaat | Prestatie                 |
| ------------------- | ------------------ | --------- | ------------------------- |
| Veikko Kankkonen    | normale schans (m) | 17e       | 205,1 punten (76,0+71,5m) |
| Veikko Kankkonen    | grote schans (m)   | 24e       | 188,9 punten (89,5+89,5m) |
| Topi Mattila        | normale schans (m) | 5e        | 211,9 punten (78,0+72,5m) |
| Topi Mattila        | grote schans (m)   | 49e       | 150,5 punten (85,0+90,5m) |
| Seppo Reijonen      | grote schans (m)   | 40e       | 170,1 punten (87,0+85,0m) |
| Juhani Ruotsalainen | normale schans (m) | 39e       | 184,4 punten (70,0+68,0m) |
| Juhani Ruotsalainen | grote schans (m)   | 50e       | 149,2 punten (87,0+79,0m) |
| Heikki Väisänen     | normale schans (m) | 45e       | 170,8 punten (68,5+63,5m) |

### IJshockey
| Olympiër | Discipline | Resultaat | Prestatie |
| --- | ---------- | --------- | --- |
| Urpo Ylönen Ilpo Koskela Paavo Tirkkonen Juha Rantasila Pekka Kuusisto Lalli Partinen Seppo Lindström Matti Reunamäki Juhani Wahlsten Matti Keinonen Lasse Oksanen Jorma Peltonen Esa Peltonen Kari Johansson Veli-Pekka Ketola Matti Harju Pekka Leimu | mannen     | 5e        | kwalificatieronde: 11 - 2 Finland - Joegoslavië A-groep (1e-8e plaats): 0 - 8 Finland - Sovjet-Unie 5 - 2 Finland - Canada 3 - 4 Finland - Tsjecho-Slowakije 1 - 5 Finland - Zweden 3 - 2 Finland - DDR 4 - 1 Finland - Bondsrepubliek Duitsland 1 - 1 Finland - Verenigde Staten |

Argentinië · Australië · Bondsrepubliek Duitsland · Bulgarije · Canada · Chili · Denemarken · Duitse Democratische Republiek · Finland · Frankrijk · Griekenland · Groot-Brittannië · Hongarije · IJsland · India · Iran · Italië · Japan · Joegoslavië · Libanon · Liechtenstein · Marokko · Mongolië · Nederland · Nieuw-Zeeland · Noorwegen · Oostenrijk · Polen · Roemenië · Sovjet-Unie · Spanje · Tsjecho-Slowakije · Turkije · Verenigde Staten · Zuid-Korea · Zweden · Zwitserland